# Glendale (Arizona)
Glendale ist eine City in Maricopa County des US-Bundesstaats Arizona mit 248.325 Einwohnern (U.S. Census Bureau 2020) und liegt etwa neun Meilen (14 km) nordwestlich des Stadtzentrums der Millionenstadt Phoenix. Am 17. und 18. März 2023 führte die Stadt offiziell den Namen Swift City aus Anlass des Starts einer Tour der Sängerin Taylor Swift.

## Geographie
Nach den Angaben des United States Census Bureaus hat Glendale eine Gesamtfläche von 145 km², wovon 144 km² auf Land und 0,3 km² (= 0,13 %) auf Gewässer entfallen. Glendale liegt im Einzugsgebiet des Colorado River.
Glendale befindet sich nördlich der Interstate 10, westlich der Interstate 17 und östlich der Arizona State Route 101. Durch die Stadt verläuft außerdem der U.S. Highway 60, der das Stadtgebiet diagonal zum sonst in Nord-Süd-Richtung ausgerichteten Straßennetz Glendales von Nordwesten nach Südosten durchschneidet. Er trifft im Zentrum Glendales die Kreuzung von Glendale Avenue und 59th Avenue. Parallel zur US-60 verläufen die Gleise einer Bahnstrecke der früheren Atchison, Topeka and Santa Fe Railway (heute BNSF Railway).

## Demographie
Zum Zeitpunkt des United States Census 2000 bewohnten Glendale 218.812 Personen. Die Bevölkerungsdichte betrug 1517,3 Personen pro km². Es gab 79.667 Wohneinheiten, durchschnittlich 552,4 pro km². Die Bevölkerung Glendales bestand zu 75,54 % aus Weißen, 4,70 % Schwarzen oder African American, 1,45 % Native American, 2,74 % Asian, 0,13 % Pacific Islander, 11,97 % gaben an, anderen Ethnien anzugehören und 3,47 % nannten zwei oder mehr Ethnien. 24,84 % der Bevölkerung erklärten, Hispanos oder Latinos jeglicher Ethnie zu sein.
Die Bewohner Glendales verteilten sich auf 75.700 Haushalte, von denen in 39,9 % Kinder unter 18 Jahren lebten. 53,5 % der Haushalte stellten Verheiratete, 12,8 % hatten einen weiblichen Haushaltsvorstand ohne Ehemann und 28,2 % bildeten keine Familien. 21,3 % der Haushalte bestanden aus Einzelpersonen und in 5,8 % aller Haushalte lebte jemand im Alter von 65 Jahren oder mehr alleine. Die durchschnittliche Haushaltsgröße betrug 2,85 und die durchschnittliche Familiengröße 3,33 Personen.
Die Bevölkerung verteilte sich auf 30,1 % Minderjährige, 10,8 % 18–24-Jährige, 31,9 % 25–44-Jährige, 19,9 % 45–64-Jährige und 7,4 % im Alter von 65 Jahren oder mehr. Der Median des Alters betrug 31 Jahre. Auf jeweils 100 Frauen entfielen 99,6 Männer. Bei den über 18-Jährigen entfielen auf 100 Frauen 97,1 Männer.
Das mittlere Haushaltseinkommen in Glendale betrug 45.015 US-Dollar und das mittlere Familieneinkommen erreichte die Höhe von 51162. US-Dollar. Das Durchschnittseinkommen der Männer betrug 35.901 US-Dollar, gegenüber 27.736 US-Dollar bei den Frauen. Das Pro-Kopf-Einkommen belief sich auf 19.124 US-Dollar. % der Bevölkerung und 11,9 % der Familien hatten ein Einkommen unterhalb der Armutsgrenze, davon waren 8,8 % der Minderjährigen und 11,9 % der Altersgruppe 65 Jahre und mehr betroffen.

## Bildung
Die Stadt ist Sitz der Thunderbird School of Global Management, einer Wirtschaftshochschule sowie der medizinischen Fakultät der Midwestern University.

## Sport
Glendale ist in den USA besonders bekannt durch den eigenen NHL-Club „Arizona Coyotes“. Das 2006 fertiggestellte „University of Phoenix Stadium“ ist Heimat der Arizona Cardinals.
Im Februar 2008 war Glendale der Austragungsort des Super Bowl XLII, am 1. Februar 2015 des Super Bowl XLIX. Des Weiteren fand Ende März 2010 Wrestlemania XXVI im University of Phoenix Stadium statt.
Seit 2004 findet in Glendale jährlich im November der Ironman Arizona statt.

## Militär
Acht Meilen westlich von Glendale befindet sich die Luke Air Force Base, eine der zentralen Ausbildungsbasen des Air Education and Training Command.

## Söhne und Töchter der Stadt
- Marty Robbins (1925–1982), Country-Sänger und Songschreiber
- Michael Keller (* 1963), deutscher Designer
- Jared Hess (* 1979), Filmregisseur, Drehbuchautor und Filmproduzent
- Nate Ruess (* 1982), Sänger und Songschreiber
- Nate Adams (* 1984), FMX-Fahrer
- Jordan Capri (* 1984), Model, Social-Media-Pionier
- Brandon McDonald (* 1986), guamischer Fußballspieler

## Städtepartnerschaften
- Memmingen in Bayern, seit 1976